# Prîbujanî, Kameanka-Buzka
Prîbujanî (în ucraineană Прибужани) este localitatea de reședință a comunei Prîbujanî din raionul Kameanka-Buzka, regiunea Liov, Ucraina.

## Demografie
Componența lingvistică a localității Prîbujanî
     Ucraineană (99,21%)
     Alte limbi (0,63%)
Conform recensământului din 2001, majoritatea populației localității Prîbujanî era vorbitoare de ucraineană (99,21%), existând în minoritate și vorbitori de alte limbi.